# Turneul WTA de la Strasbourg
Turneul WTA de la Strasbourg, cunoscut drept Internationaux de Strasbourg și  Strasbourg Grand Prix este un turneu profesionist de tenis feminin, care are loc la Strasbourg, Franța.  Este un eveniment în aer liber la nivel internațional al Turului WTA, jucat pe terenuri cu zgură. Turneul a fost organizat în luna mai de la începutul său, în 1987, și servește ca eveniment de încălzire pentru French Open, care se joacă o săptămână mai târziu.

## Rezultate

### Simplu
| An   | Campioană                   | Finalistă             | Scor                         |
| ---- | --------------------------- | --------------------- | ---------------------------- |
| 1987 | Carling Bassett             | Sandra Cecchini       | 6–3, 6–4                     |
| 1988 | Sandra Cecchini             | Judith Wiesner        | 6–3, 6–0                     |
| 1989 | Jana Novotná                | Patricia Tarabini     | 6–1, 6–2                     |
| 1990 | Mercedes Paz                | Ann Grossman          | 6–2, 6–3                     |
| 1991 | Radka Zrubáková             | Rachel McQuillan      | 7–6(7–3), 7–6 (7–3)          |
| 1992 | Judith Wiesner              | Naoko Sawamatsu       | 6–1, 6–3                     |
| 1993 | Naoko Sawamatsu             | Judith Wiesner        | 4–6, 6–1, 6–3                |
| 1994 | Mary Joe Fernandez          | Gabriela Sabatini     | 2–6, 6–4, 6–0                |
| 1995 | Lindsay Davenport           | Kimiko Date           | 3–6, 6–1, 6–2                |
| 1996 | Lindsay Davenport (2)       | Barbara Paulus        | 6–3, 7–6                     |
| 1997 | Steffi Graf                 | Mirjana Lučić         | 6–2, 7–5                     |
| 1998 | Irina Spîrlea               | Julie Halard-Decugis  | 7–6(7–5), 6–3                |
| 1999 | Jennifer Capriati           | Elena Likhovtseva     | 6–1, 6–3                     |
| 2000 | Silvija Talaja              | Rita Kuti-Kis         | 7–5, 4–6, 6–3                |
| 2001 | Silvia Farina Elia          | Anke Huber            | 7–5, 0–6, 6–4                |
| 2002 | Silvia Farina Elia (2)      | Jelena Dokić          | 6–4, 3–6, 6–3                |
| 2003 | Silvia Farina Elia (3)      | Karolina Šprem        | 6–3, 4–6, 6–4                |
| 2004 | Claudine Schaul             | Lindsay Davenport     | 2–6, 6–0, 6–3                |
| 2005 | Anabel Medina Garrigues     | Marta Domachowska     | 6–4, 6–3                     |
| 2006 | Nicole Vaidišová            | Peng Shuai            | 7–6(9–7), 6–3                |
| 2007 | Anabel Medina Garrigues (2) | Amélie Mauresmo       | 6–4, 4–6, 6–4                |
| 2008 | Anabel Medina Garrigues (3) | Katarina Srebotnik    | 4–6, 7–6(7–4), 6–0           |
| 2009 | Aravane Rezaï               | Lucie Hradecká        | 7–6(7–2), 6–1                |
| 2010 | Maria Sharapova             | Kristina Barrois      | 7–5, 6–1                     |
| 2011 | Andrea Petkovic             | Marion Bartoli        | 6–4, 1–0 ret.                |
| 2012 | Francesca Schiavone         | Alizé Cornet          | 6–4, 6–4                     |
| 2013 | Alizé Cornet                | Lucie Hradecká        | 7–6(7–4), 6–0                |
| 2014 | Monica Puig                 | Sílvia Soler Espinosa | 6–4, 6–3                     |
| 2015 | Samantha Stosur             | Kristina Mladenovic   | 3–6, 6–2, 6–3                |
| 2016 | Caroline Garcia             | Mirjana Lučić-Baroni  | 6–4, 6–1                     |
| 2017 | Samantha Stosur (2)         | Daria Gavrilova       | 5–7, 6–4, 6–3                |
| 2018 | Anastasia Pavliucenkova     | Dominika Cibulková    | 6–7(5–7), 7–6(7–3), 7–6(8–6) |
| 2019 | Dayana Yastremska           | Caroline Garcia       | 6–4, 5–7, 7–6(7–3)           |
| 2020 | Elina Svitolina             | Elena Rybakina        | 6–4, 1–6, 6–2                |
| 2021 | Barbora Krejčíková          | Sorana Cîrstea        | 6–3, 6–3                     |
| 2022 | Angelique Kerber            | Kaja Juvan            | 7–6(7–5), 6–7(0–7), 7–6(7–5) |
| 2023 | Elina Svitolina (2)         | Anna Blinkova         | 6–2, 6–3                     |
| 2024 | Madison Keys                | Danielle Collins      | 6–1, 6–2                     |
| 2025 | Elena Rîbakina              | Liudmila Samsonova    | 6–1, 6–7(2–7), 6–1           |

### Dublu
| 1987        | Jana Novotná Catherine Suire                    | Kathleen Horvath Marcella Mesker               | 6–0, 6–2              |
| 1988        | Manon Bollegraf Nicole Provis                   | Jenny Byrne Janine Thompson                    | 7–5, 6–7(9–11), 6–3   |
| 1989        | Mercedes Paz Judith Pölzl Wiesner               | Lise Gregory Gretchen Rush Magers              | 6–3, 6–3              |
| 1990        | Nicole Provis (2) Elna Reinach                  | Kathy Jordan Elizabeth Sayers Smylie           | 6–1, 6–4              |
| 1991        | Lori McNeil Stephanie Rehe                      | Manon Bollegraf Mercedes Paz                   | 6–7(2–7), 6–4, 6–4    |
| 1992        | Patty Fendick Andrea Strnadová                  | Lori McNeil Mercedes Paz                       | 6–3, 6–4              |
| 1993        | Shaun Stafford Andrea Temesvári                 | Jill Hetherington Kathy Rinaldi                | 6–7(5–7), 6–3, 6–4    |
| 1994        | Lori McNeil (2) Rennae Stubbs                   | Patricia Tarabini Caroline Vis                 | 6–3, 3–6, 6–2         |
| 1995        | Lindsay Davenport Mary Joe Fernández            | Sabine Appelmans Miriam Oremans                | 6–2, 6–3              |
| 1996        | Yayuk Basuki Nicole Provis Bradtke (2)          | Marianne Werdel Witmeyer Tami Whitlinger Jones | 5–7, 6–4, 6–4         |
| 1997        | Helena Suková Natasha Zvereva                   | Elena Likhovtseva Ai Sugiyama                  | 6–1, 6–1              |
| 1998        | Alexandra Fusai Nathalie Tauziat                | Yayuk Basuki Caroline Vis                      | 6–4, 6–3              |
| 1999        | Elena Likhovtseva Ai Sugiyama                   | Alexandra Fusai Nathalie Tauziat               | 2–6, 7–6(8–6), 6–1    |
| 2000        | Sonya Jeyaseelan Florencia Labat                | Kim Grant María Vento                          | 6–4, 6–3              |
| 2001        | Silvia Farina Elia Iroda Tulyaganova            | Amanda Coetzer Lori McNeil                     | 6–1, 7–6(7–0)         |
| 2002        | Jennifer Hopkins Jelena Kostanić                | Caroline Dhenin Maja Matevžič                  | 0–6, 6–4, 6–4         |
| 2003        | Sonya Jeyaseelan (2) Maja Matevžič              | Laura Granville Jelena Kostanić                | 6–4, 6–4              |
| 2004        | Lisa McShea Milagros Sequera                    | Tina Križan Katarina Srebotnik                 | 6–4, 6–1              |
| 2005        | Rosa María Andrés Rodríguez Andreea Ehritt-Vanc | Marta Domachowska Marlene Weingärtner          | 6–3, 6–1              |
| 2006        | Liezel Huber Martina Navratilova                | Martina Müller Andreea Vanc                    | 6–2, 7–6(7–1)         |
| 2007        | Yan Zi Zheng Jie                                | Alicia Molik Sun Tiantian                      | 6–3, 6–4              |
| 2008        | Tatiana Perebiynis Yan Zi (2)                   | Chan Yung-jan Chuang Chia-jung                 | 6–4, 6–7(3–7), [10–6] |
| 2009        | Nathalie Dechy Mara Santangelo                  | Claire Feuerstein Stéphanie Foretz             | 6–0, 6–1              |
| 2010        | Alizé Cornet Vania King                         | Alla Kudryavtseva Anastasia Rodionova          | 3–6, 6–4, [10–7]      |
| 2011        | Akgul Amanmuradova Chuang Chia-jung             | Natalie Grandin Vladimíra Uhlířová             | 6–4, 5–7, [10–2]      |
| 2012        | Olga Govortsova Klaudia Jans-Ignacik            | Natalie Grandin Vladimíra Uhlířová             | 6–7(4–7), 6–3, [10–3] |
| 2013        | Kimiko Date-Krumm Chanelle Scheepers            | Cara Black Marina Erakovic                     | 6–4, 3–6, [14–12]     |
| 2014        | Ashleigh Barty Casey Dellacqua                  | Tatiana Búa Daniela Seguel                     | 4–6, 7–5, [10–4]      |
| 2015        | Chuang Chia-jung (2) Liang Chen                 | Nadiia Kichenok Zheng Saisai                   | 4–6, 6–4, [12–10]     |
| 2016        | Anabel Medina Garrigues Arantxa Parra Santonja  | María Irigoyen Liang Chen                      | 6–2, 6–0              |
| 2017        | Ashleigh Barty (2) Casey Dellacqua (2)          | Chan Hao-ching Chan Yung-jan                   | 6–4, 6–2              |
| 2018        | Mihaela Buzărnescu Raluca Olaru                 | Nadiia Kichenok Anastasia Rodionova            | 7–5, 7–5              |
| 2019        | Daria Gavrilova Ellen Perez                     | Duan Yingying Han Xinyun                       | 6–4, 6–3              |
| 2020        | Nicole Melichar Demi Schuurs                    | Hayley Carter Luisa Stefani                    | 6–4, 6–3              |
| 2021        | Alexa Guarachi Desirae Krawczyk                 | Makoto Ninomiya Yang Zhaoxuan                  | 6–2, 6–3              |
| 2022        | Nicole Melichar (2) Daria Saville (2)           | Lucie Hradecká Sania Mirza                     | 5–7, 7–5, [10–6]      |
| 2023        | Xu Yifan Yang Zhaoxuan                          | Desirae Krawczyk Giuliana Olmos                | 6–3, 6–2              |
| ↓ WTA 500 ↓ |                                                 |                                                |                       |
| 2024        | Cristina Bucșa Monica Niculescu                 | Asia Muhammad Aldila Sutjiadi                  | 3–6, 6–4, [10–6]      |
| 2025        | Tímea Babos Luisa Stefani                       | Guo Hanyu Nicole Melichar-Martinez             | 6–3, 6–7(3–7), [10–7] |